# 佐爾特·科爾什馬
佐爾特·科爾什馬（匈牙利語：Zsolt Korcsmár；1989年1月9日—）是一位匈牙利足球運動員。在場上的位置是中後衛和右後衛。他現在效力於德國足球乙級聯賽球隊菲爾特足球俱樂部。他也代表匈牙利國家足球隊參賽。